# Diário As Beiras

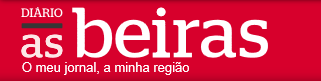
Zeitungs-Logo

Diário As Beiras ist eine portugiesische, täglich erscheinende Regionalzeitung, die sich mit Themen der Região Centro befasst.

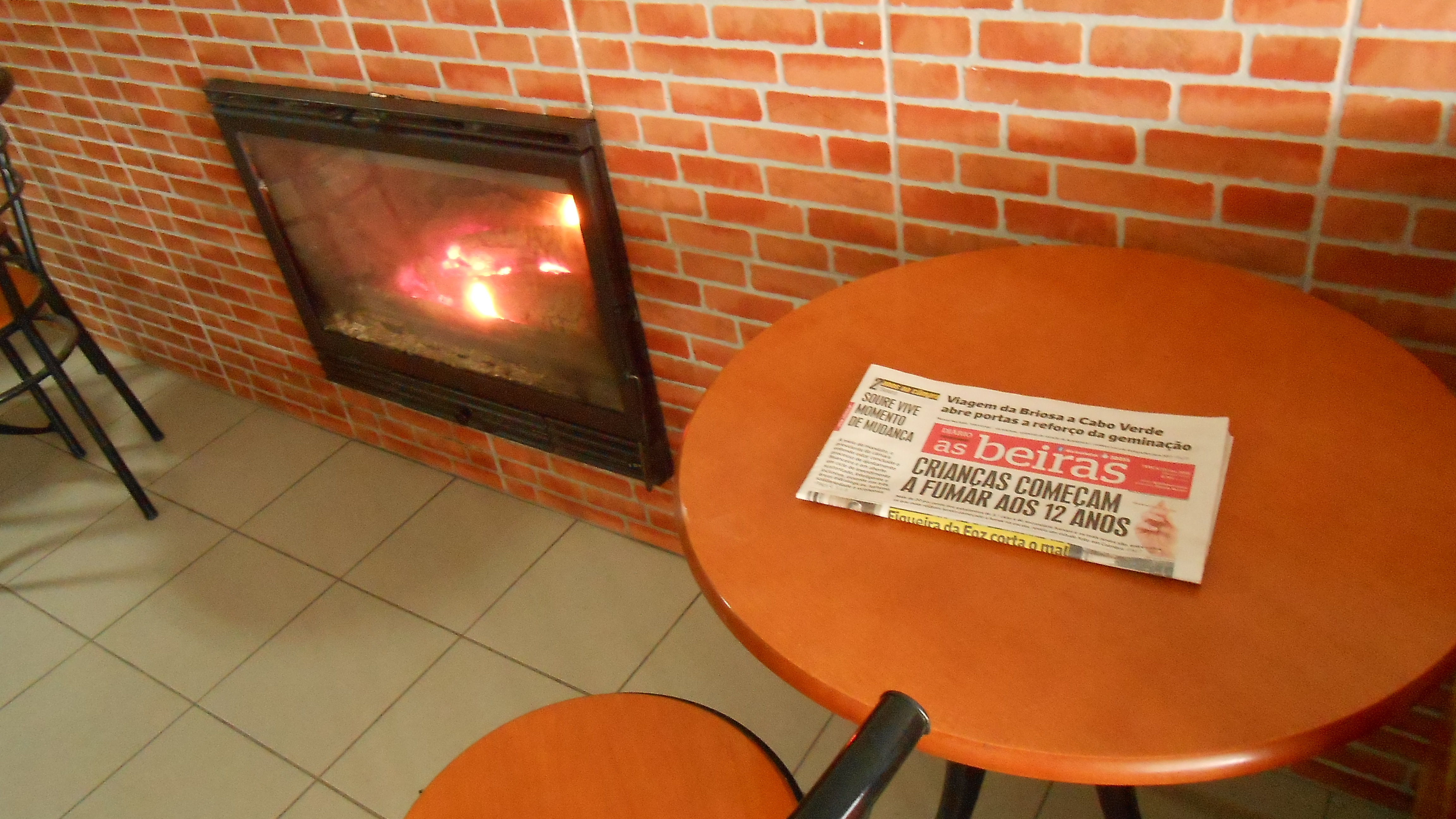
In einem Café in Atouguia (Gemeinde Borda do Campo), November 2015

Die 1994 gegründete Zeitung hat ihren Sitz in der Hauptstadt der Região Centro, Coimbra, und besitzt zudem einzelne Redaktionen in den Städten Figueira da Foz, Pombal, Oliveira do Hospital und Cantanhede, wo der Eigentümer Sojormedia Beiras S.A seinen Sitz hat. Das Unternehmen gehört inzwischen zur Fapricela-Firmengruppe.
Im Jahr 2006 hatte der Diário As Beiras eine durchschnittliche, tägliche Auflage von 9500 Stück und etwa 8000 Abonnenten. Im Juli 2012 betrug die durchschnittliche tägliche Auflage 12.000 Stück.
Der Diário As Beiras ist die erste portugiesische Zeitung, die nach der ISO-Norm 9001:2000 zertifiziert wurde.